# Ash Atalla
Ash Atalla (* 1972, Egypt) je britský televizní producent původem z Egyptu, jenž se podílel na vzniku různých britských seriálů, např. Partička IT (zde si i zahrál cameo roli), Kancl nebo Man Stroke Woman. Psal i scénáře k seriálům Man Stroke Woman a Trollied.
Atalla se poprvé objevil na televizní obrazovce v roce 1999 v dokumentu mapujícím životy různě postižených lidí. On sám je postižen od útlého věku 6 měsíců dětskou obrnou a používá invalidní vozík. Vyrůstal v Káhiře a později emigroval do Londýna.
Ash Atalla založil v roce 2007 nezávislou produkční společnost Roughcut TV, s níž připravil pro stanici ITV2 britský seriál Trinity.

## Filmografie
Ash Atalla se pod svým jménem objevuje v několika dokumentárních cyklech a televizních seriálech, např. Freak Out, Ricky Gervais Live 2: Politics, Who Killed the Sitcom?, Imagine, Graham Linehan: Funny Business, The Greatest TV Shows of the Noughties, Are You Having a Laugh? TV and Disability, Catherine Tate: Laughing at the Noughties a dalších.

### Produkce
- Up Late (2001) - dokumentární cyklus
- Kancl (The Office, 2001-2003) - TV seriál, 14 epizod
- Look Around You (2005) - TV seriál, 6 epizod
  - Music
  - Health
  - Sport
  - Food
  - Computers
  - Live Final
- Man Stroke Woman (2005-2007) - TV seriál, 7 epizod
- Comedy Lab (2005-2008) - TV seriál, 3 epizody
  - Speeding (2005)
  - Uncle Rubbish Presents Shit Club (2007)
  - Pappy's Fun Club (2008)
- Partička IT (The IT Crowd, 2006-2007) - 18 epizod
- Clone (2008) - TV seriál, 6 epizod
  - The Librarian
  - Dude
  - The Ian Cam
  - The Line
  - Albert
  - Alive
- Trinity (2009) - TV seriál, 8 epizod
- Comedy Showcase (2009-2011) - TV seriál, 2 epizody
  - The Amazing Dermot (2009)
  - The Fun Police (2011)
- Trollied (2011) - TV seriál, 8 epizod

### Scénář
- Man Stroke Woman (2005-2007) - TV seriál, 7 epizod
- Trollied (2011) - TV seriál, 8 epizod

### Herec
- Dad (1999) - TV seriál, 1 epizoda
  - Reprodadtion - jako muž v invalidním vozíčku
- Partička IT (The IT Crowd, 2007) - 1 epizoda
  - Sraz spolupracovníků